# Pomaderris vacciniifolia
Pomaderris vacciniifolia är en brakvedsväxtart som beskrevs av Reiss.. Pomaderris vacciniifolia ingår i släktet Pomaderris och familjen brakvedsväxter. Inga underarter finns listade i Catalogue of Life.